# Roman Krukowski
Roman Stanisław Krukowski (ur. 9 sierpnia 1884 w Piotrkowie Trybunalskim, zm. 15 sierpnia 1961 w Tuszynku) – polski pracownik samorządowy, działacz społeczny, poseł na Sejm IV kadencji (1935-1938) w II Rzeczypospolitej, członek władz Obwodu Warszawa-Południe Obozu Zjednoczenia Narodowego w 1939 roku. 

## Życiorys
Ukończył siedem klas gimnazjum w Piotrkowie, został usunięty z gimnazjum za udział w strajku szkolnym w 1905 roku. Był członkiem SDKPiL, za swą działalność został zesłany w głąb Rosji, skąd zbiegł do Lwowa, gdzie podjął studia w 1907 roku na tamtejszym uniwersytecie. Nie ukończywszy pierwszego roku został usunięty z granic Austro-Węgier, w 1908 roku udał się do Szwajcarii, skąd przyjechał do Warszawy i został urzędnikiem Zarządu Miejskiego (od 1911 roku do 1934 roku, awansując do stanowiska kierownika sekcji budżetowej Dyrekcji Wodociągów i Kanalizacji). 
Był ochotnikiem w wojnie polsko-bolszewickiej.
Pełnił wiele funkcji społecznych, był m.in.: prezesem Zrzeszenia Związków Zawodowych Pracowników Miejskich RP, prezesem Rady Naczelnej Związków Pracowników Samorządowych m.st. Warszawy i Centralnej Rady Pracowniczej.
Był też redaktorem czasopisma „Pracownik Miejski” i radnym m.st. Warszawy. 
W wyborach parlamentarnych w 1935 roku został wybrany posłem na Sejm IV kadencji (1935-1938) 15 605 głosami z okręgu nr 4, obejmującego obwody nr VIII, XI, XVI i XXIII Warszawy. W kadencji tej pracował w komisjach: administracyjno-samorządowej i skarbowej. W marcu i październiku 1936 roku był wybierany do specjalnej komisji do rozważenia projektu ustawy o upoważnieniu Prezydenta RP do wydawania dekretów.
W czasie II wojny światowej, w latach 1939–1942 był członkiem konspiracyjnego komitetu Związku Zawodowego Pracowników Miejskich m. Warszawy. Po II wojnie światowej, w latach 1946–1947 pracował jako starszy księgowy w hucie „Feniks” w Piotrkowie Trybunalskim, od 1947 roku – w Piotrkowskich Zjednoczonych Zakładów Szklarskich (od 1956 roku pod nazwą Zakłady Szklarskie „Hortensja”, a później Huta Szkła Gospodarczego Hortensja) w Piotrkowie Trybunalskim, gdzie w 1957 roku był starszym księgowym. Należał do TPPR, Związku Weteranów Rewolucji 1905 i Klubu Literackiego ZAiKS.

## Odznaczenia
- Brązowy (?) Krzyż Zasługi (przed 1939 rokiem)
- Srebrny Krzyż Zasługi (1957)[3].

## Życie prywatne
Był synem Stanisława i Zofii z domu Wołłowicz. Ożenił się z Janiną Dąbrowską. Miał brata Stefana i siostry: Helenę, Janinę, Marię, Stanisławę i Zofię.